# Ferrovia Dublino-Cork
La ferrovia Dublino–Cork è una linea ferroviaria irlandese che collega Dublino alla città di Cork. Spesso chiamata Premier Line è una delle più lunghe del paese, visto che copre una distanza di 266 km, dalla stazione di Dublino Heuston a quella di Cork Kent. Da questa linea se ne diramano altre che permettono di raggiungere altre città irlandesi come Galway, Waterford, Westport, Limerick e Tralee.

## Storia
I lavori iniziarono nel 1844, quando la Great Southern and Western Railway (GS&WR) cominciò a costruire una linea tra Dublino e Carlow con diramazione per Portarlington nei pressi di Cherryville. La stazione di testa dublinese fu posizionata nei pressi del ponte sul Liffey e fu denominata Kingsbridge.
Il primo tronco, fra Dublino e Kildare, fu aperto il 4 agosto 1846, mentre quello fino a Maryborough fu attivato il 26 giugno dell'anno seguente. La linea proseguì per Ballybrophy, divenuta capolinea il 1º settembre 1847, quindi arrivò fino a Limerick Junction il 3 luglio dell'anno seguente. Mallow e Cork furono raggiunte il 17 marzo 1849.
A Cork, la ferrovia fu provvisoriamente attestata nei pressi di Kilbarry; nel 1855 fu aperta la galleria e la stazione nei pressi di Penrose Quay. Nel 1893, la GS&WR, che nel frattempo aveva acquisito la linea Cork-Youghal, unificò le stazioni di entrambe le linee aprendo all'esercizio la Cork Glanmire Road.
Nel 1925, la linea entrò a far parte della rete della Great Southern Railways (GSR) e nel 1945 in quella della Córas Iompair Éireann (CIÉ).
Nel corso degli anni 2000, il governo ha finanziato un rinnovamento radicale della linea ferroviaria sia nella qualità dei treni sia dal punto di vista infrastrutturale.

## Caratteristiche
La linea è una ferrovia a doppio binario non elettrificato. Lo scartamento adottato è quello standard irlandese da 1600 mm.
È controllata da Comando Centralizzato del Traffico che ha sede presso la stazione di Dublino Connolly.

### Percorso
|  | Continuation backward |

|  | Station on track |

| Unknown route-map component "CONTgq" | Unknown route-map component "ABZgr" |  |  |  |

|  | Station on track |

| Unknown route-map component "CONTgq" | Unknown route-map component "ABZgr" |  |  |  |

|  | Enter and exit tunnel |

|  | Small bridge over water |

|  | Straight track | Head station |  |  |

|  | One way leftward | Unknown route-map component "ABZg+r" |  |  |

| Non-passenger station/depot on track |

| Station on track |

| Station on track |

| Unknown route-map component "eBHF" |

| Station on track |

| Station on track |

| Unknown route-map component "eHST" |

| Station on track |

|  |  | Unknown route-map component "ABZgl" | Unknown route-map component "CONTfq" |  |

| Station on track |

| Unknown route-map component "eHST" |

|  |  | Unknown route-map component "eABZg+l" | Unknown route-map component "exKHSTeq" |  |

| Station on track |

|  |  | Unknown route-map component "ABZgl" | Unknown route-map component "CONTfq" |  |

| Stop on track |

| Unknown route-map component "eHST" |

| Station on track |

|  | Unknown route-map component "CONTgq" | Unknown route-map component "ABZgr" |  |  |

| Station on track |

|  |  | Unknown route-map component "ABZgl" | Unknown route-map component "KDSTxeq" | Unknown route-map component "exCONTfq" |

|  | Unknown route-map component "CONTgq" | Unknown route-map component "ABZgxr+r" |  |  |

| Unknown route-map component "eBHF" |

| Station on track |

| Unknown route-map component "eBHF" |

| Station on track |

| Station on track |

|  |  | Unknown route-map component "eABZgl" | Unknown route-map component "exCONTfq" |  |

| Unknown route-map component "eBHF" |

|  |  | Unknown route-map component "eABZgl" | Unknown route-map component "exCONTfq" |  |

| Unknown route-map component "eBHF" |

| Unknown route-map component "CONTgq" | Unknown route-map component "ABZq+r" | Unknown route-map component "KRZr" | Transverse track | Unknown route-map component "CONTfq" |

|  | Unknown route-map component "KBHFe-L" | Unknown route-map component "BHF-R" |  |  |

| Unknown route-map component "eBHF" |

| Unknown route-map component "eBHF" |

| Unknown route-map component "eBHF" |

|  | Unknown route-map component "exCONTgq" | Unknown route-map component "eABZg+r" |  |  |

| Station on track |

| Unknown route-map component "eBHF" |

|  |  | Unknown route-map component "eABZg+l" | Unknown route-map component "exCONTfq" |  |

| Station on track |

|  | Unknown route-map component "CONTgq" | Unknown route-map component "ABZgr" |  |  |

|  |  | Unknown route-map component "eHST" |

|  |  | Unknown route-map component "eHST" |

|  |  | Unknown route-map component "eHST" |

| Station on track |

| Enter and exit tunnel |

|  | Unknown route-map component "exKBHFaq" | Unknown route-map component "eABZgr" |  |  |

| Station on track |

| Continuation forward |

La linea ha una diramazione che la collega alla Dublino Connolly impiegando il ponte ferroviario del Liffey. Questa diramazione è utilizzata per il trasporto di merci, mentre per il trasporto di passeggeri è impiegata solo in occasione delle partite della GAA a Croke Park.
Presso la stazione di Limerick Junction, la ferrovia è attraversata a livello dalla linea Limerick–Rosslare.

## Traffico

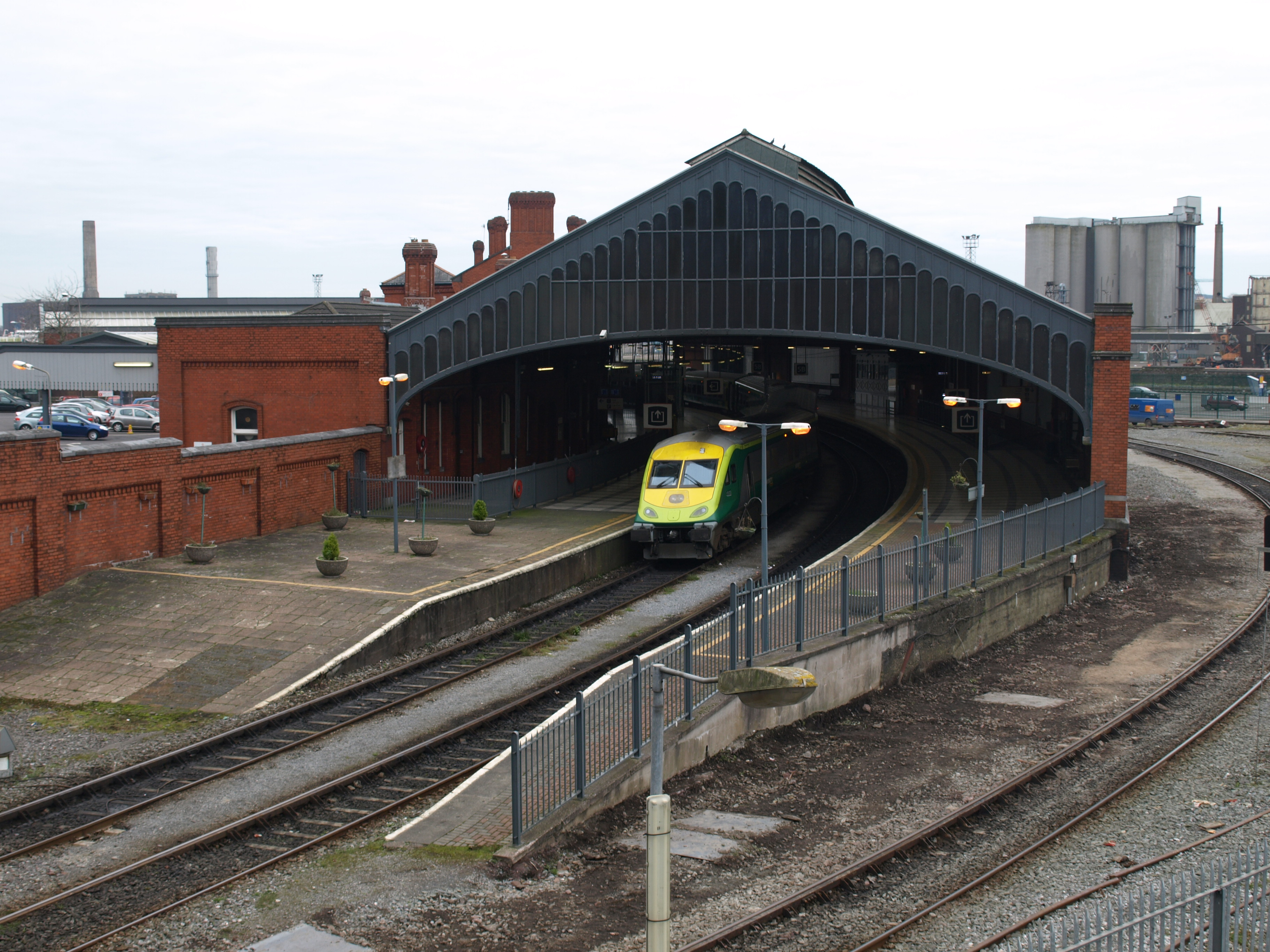
Un treno in sosta presso la stazione di Cork Kent

La linea è usata sia da treni InterCity che locali. Il tronco Dublino Heuston – Kildare è servito anche dalla South Western Commuter.
Il servizio Intercity sulla relazione Dublino Heuston – Cork Kent ha un cadenzamento di sessanta minuti ed è coperto da quattordici treni giornalieri da lunedì a sabato, mentre la domenica scendono a dieci.
Sono anche presenti i treni intercity della relazione Dublino Heuston – Waterford, che deviano sulla Kildare–Kilkenny, presso la Cherryville Junction, e da Kilkenny proseguono sulla linea per Waterford, e della relazione Westport–Galway–Dublino, che impiega la ferrovia fino alla stazione di Portarlington per poi deviare sulla linea per Athlone.
Sebbene ci siano treni diretti anche verso Limerick, la maggior parte dei servizi richiede un cambio presso la stazione di Limerick Junction o presso la stazione di Ballybrophy, dove si accede alla ferrovia Limerick–Ballybrophy con un regresso. I treni per Tralee partono dalla stazione di Mallow.